# Kolidž svete Trojice, Dublin
Kolidž svete Trojice (Trinity College Dublin, irsko Coláiste na Tríonóide, Baile Átha Cliath) je ugledna univerza v irski prestolnici Dublin. Univerza je bila ustanovljena leta 1592 po zgledu Oxfordske univerze in Cambriške univerze in je zvezna. V primerjavi z navedenima je samo ustanovni kolidž Univerze v Dublinu; Dublinski univerzitetni kolidž (University College Dublin) je del Irske univerze (National University of Ireland ali City University Dublin), nekdanjega  Inštituta za visokošolsko izobrazbo (National Institute for Higher Education). Kolidž ima dve tako imenovani sestrski šoli: St. John's College Cambriške univerze in Oriel College Oxfordske univerze. Univerza je najstarejša na Irskem in ena najstarejših na svetu. Kolidž je član skupine Coimbra, omrežja, ki so ga leta 1985 ustanovile nekatere vodilne evropske univerze.
Na lestvici je najboljša univerza na Irskem, ena vodilnih univerz v Evropi in med prvimi stotimi na svetu. Od januarja 2017 je kolidž član Lige evropskih raziskovalnih univerz (LERU), konzorcija vodilnih evropskih raziskovalnih univerz, ki ima velik vpliv na raziskovalno politiko EU [4].
Zgodovinski kamp v središču mesta je eden najlepših na svetu in privlači veliko turistov, ki želijo videti Staro knjižnico kolidža in Knjigo iz Kellsa, najbolj znan srednjeveški rokopis.
Znani študenti na tej univerzi so Nobelovi nagrajenci Samuel Beckett, Ernest Walton in William C. Campbell, pisci Oscar Wilde, Bram Stoker in Jonathan Swift, politični filozof Edmund Burke in matematik William Rowan Hamilton.

## Zgodovina
Kolidž je leta 1592 ustanovila kraljica Elizabeta I. kot Kolidž svete in edine Trojice (College of the Holy and Undivided Trinity) za protestantske študente. Prvotno je bil zgrajen zunaj mestnega obzidja Dublina. Ustanovljen je bil predvsem za zaščito tudorske monarhije na Irskem. Čeprav so katoličanom in drugim vernikom od leta 1793 dovolili, da jo obiskujejo, so zanje do leta 1873 veljale omejitve. Med drugim je bilo samo protestantom omogočeno, da so delali kot profesorji. Poleg tega je katoliška cerkev na Irskem od 1871 do 1970 omogočila svojim privržencem, da so obiskovali ta kolidž z dovoljenjem. 
Tradicionalni grb univerze prikazuje biblijo, leva, grad in harfo.
Zaradi zgodovinsko tesnih vezi z Oxfordsko in Cambriško univerzo lahko nekdanji študenti tega kolidža nadaljujejo študij ali delajo na eni od obeh angleških elitnih univerz, diplomo potrdi Oxfordska ali Cambriška univerza . Te tri univerze so tudi edine univerze, katerih diplomanti lahko svojo diplomo šest ali sedem let po prvem vpisu spremenijo v magisterij.

## Zanimivosti
Kolidž je v osrčju mestnega središča na tako imenovani College Green in velja za eno največjih turističnih znamenitosti v Dublinu. Je nasproti nekdanjega irskega parlamenta. Površina je 190.000 m². V kampusu so športni center, dve športni igrišči, teniška igrišča, znanstvena galerija, kapela, dijaški domovi ter številni inštituti in knjižnice. Forbes je izbral kampus kot enega najlepših na svetu. 

### Stara knjižnica (Long Room)
Glavna znamenitost je Stara knjižnica, zgrajena leta 1732, ki hrani znan iluminiran rokopis Knjiga iz Kellsa in najstarejšo harfo na Irskem poleg 200.000 starih besedil. Druga spektakularna značilnost je Dolga soba (Long Room), skoraj 65-metrski prostor, v katerem hranijo najdragocenejše knjige. Je del univerzitetne knjižnice in je zato ena največjih raziskovalnih knjižnic v Združenem kraljestvu in na Irskem zaradi zakona o obveznem hranjenju. Zbirka knjižnice ima več kot 6 milijonov kopij in stalno narašča, ker ima univerza pravico prejeti vsaj en izvod vsake knjige, objavljene v Združenem kraljestvu ali na Irskem. 
Ena glavnih zanimivosti je Knjiga iz Kellsa, ki je od leta 2011 na seznamu svetovne dediščine in je najbolj znan srednjeveški rokopis na svetu. 

### Zvonik
30 m visok zvonik (campanile) izvira iz leta 1853. Zgradil ga je sir Charles Lanyon, arhitekt Kraljičine univerze v Belfastu. Je središče območja kampusa. Praznoverna tradicija univerze je, da študent, ki prečka stolp, ko zvoni zvonec, ne naredi izpita.

### Kapela
Kapela je na trgu Parlamenta (glavni trg kolidža). Zasnoval jo je sir William Chambers,  arhitekt Jurija III.. Zgrajena je bila leta 1798 . Bila je prva univerzitetna kapela v republiki, ki se je uporabljala za vse vere. Od leta 1970 je kapela ekumenska in se uporablja za praznovanja članov katoliškega kolidža. Poleg anglikanskega duhovnika (kot dekan prebivalcev) sta dva katoliška in en metodističen kaplan .

### Testna dvorana
Testna dvorana je bila končana po načrtih sira Williama Chambersa leta 1791. Na trgu Parlamenta  je tudi gledališče. 

### Drugo
- kip Edmunda Burkesa in Oliverja Goldsmitha na glavnem vhodu
- jedilnica iz leta 1761
- rektorat iz leta 1760
- galerija Douglasa Hyda (sodobna umetnost)
- Berkeleyjeva knjižnica
- Fellows’ Square, New Square in Library Square
- The Pav, univerzitetni pub (pivnica), v katerem je pint med najcenejšimi v mestu. Še posebej ob koncu tedna je veliko gostov, pogosti so živi koncerti.

## Razvrstitev
Kolidž je najboljša univerza na Irskem, ena vodilnih univerz v Evropi in ena najboljših univerz na svetu . Leta 2009 je bil na 43. mestu svetovnega univerzitetnega razreda QS, 13. v Evropi in 3. v EU med univerzami, ki niso članice Združenega kraljestva.
Od takrat je univerza na lestvici nazadovala zaradi zmanjšanja državnih proračunskih sredstev zaradi irske gospodarske in finančne krize, a univerza ostaja med prvimi največjimi univerzami na svetu in vodilna irska univerza. Leta 2015 je univerza na svetovni univerzitetni uvrstitvi QS dosegla 78. mesto, 71. mesto leta 2014 in 61. mesto leta 2013 .
Leta 2015 je Princeton Review uvrstil dodiplomsko izobraževanje na tem kolidžu kot eno najboljših na svetu. Po raziskavah je leta 2014 dosegel 48. mesto na svetu in 9. mesto v Evropi. 
Univerza je med prvimi 100 univerzami na svetu v 16 vedah in na prvih  1 % v 18 vedah. Na primer leta 2011 se je kolidž uvrstil na 15. mesto v matematiki na svetu in 5. v Evropi, kar je bil največji dosežek. V zgodovini je na 33. mestu na svetu (13. v Evropi), na 28. mestu na svetu (6. v Evropi) v angleškem jeziku in književnosti, 31. mestu (7. v Evropi) v zdravstveni negi, na 39. mestu na svetu (13. v Evropi) v sodobnih jezikih in na 48. mestu na svetu (16. v Evropi) v biologiji.
Trinity Business School, ki gradi nov center za več kot 80 milijonov evrov, je vodilna poslovna šola na Irskem in je uvrščena med 30 najboljših na svetu. Program univerzitetnega magistrskega programa je bil leta 2017 najboljši v Evropi. Redni in izredni študij menendžmenta je kot Eduniversal peti najboljši program te vrste v zahodni Evropi pred Oxfordom in Cambridgeem. Program univerzitetnega magistrskega študija je bil 2018 na 40. mestu na  svetu. Glede na poročilo Pitchbook Universities 2015−2016 Kolidž svete Trojice v Dublinu da več podjetnikov kot katera koli druga univerza v Evropi. 
S študenti iz več kot 120 različnih držav in mednarodnega osebja v raziskovalni dejavnosti s 
26 % in 39 % na fakulteti je kolidž zelo mednaroden in z mednarodnega vidika na univerzitetnih lestvicah zaseda 22. mesto na svetu. Študenti lahko študirajo na eni od več kot 300 partnerskih univerz, šol, vključno z vrhunskimi evropskimi univerzami in vodilnimi univerzami (z drugih celin, kot so univerze Columbia, California, Pennsylvania, v Chicagu, Georgetownu, New Yorku, McGill University, Torontu, Singapurju, Tsinghui, Pekingu).
Od študijskega leta 2018/2019 ima kolidž dvojne diplome z univerzo Columbia v New Yorku. Učenci preživijo prvi dve leti študija v Dublinu in zadnji dve leti v New Yorku in dobijo diplomo obeh univerz.

## Študentsko življenje

### Združenja
Življenje študentov je organizirano v združenjih. Leta 2016 je bilo 120 različnih združenj različnih velikosti . Najstarejše združenje univerze in najstarejše študentsko združenje na svetu je Filozofsko društvo (The Phil), ustanovljeno leta 1683. Nekdanji člani Phila so Nobelovi nagrajenci Ernest Walton in Samuel Beckett, avtor Drakule Bram Stoker in Oscar Wilde. V zadnjih 400 letih je to združenje sprejelo številne osebnosti kot govorce, nedavno Angelo Merkel, Joeja Bidna, Johna McCaina, Hugha Laurieja, Helen Mirren, Bona, Oliverja Stona, Alexa Fergusona in Jimmyja Walesa. V preteklih stoletjih so bili govorci James Joyce, Friedrich Engels in Alexis de Tocqueville . Med častne pokrovitelje vključujejo številne Nobelove nagrajence, predsednike držav, igralce in intelektualce, kot so Al Pacino, Desmond Tutu, sir Christopher Lee, Stephen Fry, Paul Krugman, Joseph Stiglitz, Joseph Nye in John Mearsheimer.
Drugo znano združenje je zgodovinsko (The Hist), ki je bilo ustanovljeno leta 1770. V središču so tedenske razprave. Ustanovil ga je politični filozof Edmund Burke. Od takrat so bili člani tudi irski revolucionarji Theobald Wolfe Tone, Thomas in Robert Emmet in Bram Stoker ter prvi predsednik Irske Douglas Hyde. Združenje je pritegnilo k sodelovanju  številne ugledne osebnosti, kot so Winston Churchill, Ted Kennedy, Gordon Brown, Ralph Fiennes, Clement Attlee, John Major, dobitnik Nobelove nagrade za mir John Hume, dobitnik Nobelove nagrade Jeffrey Sachs, William Butler Yeats, Noam Chomsky, José Manuel Barroso in Ben Kingsley .

### Športni klubi
Kolidž ima 50 športnih klubov. Najstarejši klubi so za kriket (ustanovljen leta 1835), strelski klub (ustanovljen leta 1840) in za ragbi (ustanovljen leta 1854), ki je znan kot drugi najstarejši dokumentirani ragbi klub na svetu in igra v prvi irski klubski ligi.

### Ples
Še ena posebnost je, letni ples (Trinity Ball) s približno 7000 udeleženci. Velja za največjo zasebno zabavo v Evropi. Leta 2009 je bil že 50. Ples je tradicionalen, udeleženci pa morajo biti oblečeni v uradne večerne obleke. 

## Osebnosti

### Znani univerzitetni učitelji
- James MacCullagh (1809−1847), matematika in fizika
- Erwin Schrödinger (1887−1961), fizika
- Maciej Klimek (~ 1943−1953), matematika
- Mary McAleese (* 1951), predsednica Republike Irske, pravo, od 1997 do 2011
- Mary Robinson (* 1944), predsednica Republike Irske od leta 1990 do 1997, visoka komisarka OZN za človekove pravice od 1997 do 2002, 2014: posebna odposlanka ZN za podnebne spremembe, pravo
- Terry Pratchett (1948−2015), fantazijski pisatelj, angleščina

### Znani študenti
- Samuel Beckett (1906−1989), irski pisatelj, Nobelov nagrajenec
- Julia Bell (1879−1979), angleška genetičarka
- Edmund Burke (1729−1797), irski pisatelj, politični filozof, državnik
- Joseph Baylee (1807 ali 1808−1883), britanski teolog
- William Edward Hartpole Lecky (1838−1903), irski zgodovinar
- John B. Bury (1861−1927), irski zgodovinar in filolog
- Francis Y. Edgeworth (1845−1926), irski ekonomist
- Oliver Goldsmith (1728−1774), irski pisatelj
- Bram Stoker (1847−1912), irski pisatelj
- Edward A. Thompson (1914−1994), irski antični zgodovinar
- Oscar Wilde (1854−1900), irski pisatelj
- William Rowan Hamilton (1805−1865), irski matematik in fizik
- George Berkeley (1685−1753), irski filozof
- James Ussher (1581−1656), irsko-anglikanski škof
- Ken Bruen (1951), irski pisatelj
- Conor Kostick (rojen leta 1964), britansko-irski avtor
- Ernest Walton (1903−1995), Nobelov nagrajenec (fizika)
- William C. Campbell (* 1930), Nobelov nagrajenec (medicina)
- Jonathan Swift (1667−1745), pisatelj
- Louise Richardson (* 1958), politologinja, prva ženska podpredsednica Univerze v Oxfordu
- Jaja Anucha Wachuku (1918−1996), nigerijska zunanja ministrica
- Mairead Maguire (* 1944), dobitnica Nobelove nagrade za mir
- David McWilliams (rojen leta 1966), največji ekonomist Združenega kraljestva in Irske
- Douglas Hyde (1860−1949), pesnik, prvi predsednik Irske
- Lenny Abrahamson (rojen leta 1966), irski režiser, nominiran za oskarja
- Ruth Negga (* 1982), igralka, nagrajena z oskarjem
- David O'Sullivan (rojen leta 1953), veleposlanik EU v Washingtonu, D. C., nekdanji generalni sekretar Evropske komisije, vodja kabineta predsednika Evropske komisije Romana Prodija